# Mazuryno (rejon postawski)
Mazuryno – dawny folwark. Tereny, na których leżał, znajdują się obecnie na Białorusi, w obwodzie witebskim, w rejonie postawskim, w sielsowiecie Kozłowszczyzna.

## Historia
W czasach zaborów w granicach Imperium Rosyjskiego.
W latach 1921–1945 folwark leżał w Polsce, w województwie wileńskim, w powiecie dziśnieńskim, w gminie Wierzchnie, od 1929 roku w powiecie postawskim, w gminie Kozłowszczyzna.
Według Powszechnego Spisu Ludności z 1921 roku zamieszkiwało tu 40 osób, 35 było wyznania rzymskokatolickiego a 5 prawosławnego. Jednocześnie 27 mieszkańców zadeklarowało polską a 13 białoruską przynależność narodową. Było tu 6 budynków mieszkalnych. W 1931 w 4 domach zamieszkiwało 38 osób.
Miejscowości należały do parafii rzymskokatolickiej i prawosławnej w Udziale. Podlegała pod Sąd Grodzki w Duniłowiczach i Okręgowy w Wilnie; właściwy urząd pocztowy mieścił się w Nowodrucku.
W 1938 roku miejscowość należała do gromady Zaborze gminy Kozłowszczyzna.